# ВИА «Васильки»
«ВИ́А “Васильки́”» — российский музыкальный комедийно-драматический телесериал, рассказывающий о создании вокально-инструментального ансамбля и его воссоединении спустя более 40 лет. Производством проекта занимался «Руки Вверх! Production» при поддержке «НМГ Студии».
Цифровая премьера двух первых серий состоялась в онлайн-кинотеатре Wink 10 апреля 2025 года. Новые серии размещались еженедельно по четвергам. Телевизионная премьера телесериала состоится позднее на телеканале «СТС».

## Сюжет
В 1978 году студент МГСИ Юрий Васильков на танцевальном вечере стихийно собирает музыкальную группу. Под угрозой отчисления из института декан инженерно-строительного факультета предлагает солисту назвать коллектив ВИА «Васильки» и достойно выступить на открытом творческом конкурсе «Молодые голоса-78».
В наши дни всем членам семьи Елены Клюкиной оглашается её завещание. Она ставит обязательным условием найти всех участников распавшегося более 40 лет назад ВИА «Васильки» и уговорить их сыграть новогодний концерт в прямом эфире федерального телеканала. Дочери и внук решают исполнить просьбу и отправляются на поиски музыкантов.

## Актёры и роли

### В главных ролях

#### Участники ВИА «Васильки» (1970-е годы)
| Актёр               | Роль                                                     |
| ------------------- | -------------------------------------------------------- |
| Антон Шаврин        | Юрий Васильков в молодости вокалист, гитарист и фронтмен |
| Севастьян Смышников | Борис Кузнецов в молодости клавишник, поэт               |
| Иван Рысин          | Игорь Лодкин в молодости соло-гитарист                   |
| Олег Отс            | Сергей Дружко в молодости барабанщик                     |
| Никита Плахотнюк    | Валерий Кабанов в молодости бас-гитарист, директор       |

#### Участники ВИА «Васильки» (2020-е годы)
| Актёр            | Роль            |
| ---------------- | --------------- |
| Дмитрий Харатьян | Юрий Васильков  |
| Николай Добрынин | Борис Кузнецов  |
| Владислав Ветров | Игорь Лодкин    |
| Александр Тютин  | Сергей Дружко   |
| Олег Комаров     | Валерий Кабанов |

#### Окружение ВИА «Васильки»
| Актёр            | Роль                                                           |
| ---------------- | -------------------------------------------------------------- |
| Дарья Петриченко | Елена Клюкина в молодости возлюбленная Юрия и Бориса, продюсер |
| Ирина Розанова   | Елена Клюкина                                                  |
| Анна Котова      | Василиса старшая дочь Елены                                    |
| Алевтина Тукан   | Полина младшая дочь Елены, мама Романа                         |
| Кай Гетц         | Роман внук Елены, родной сын Полины                            |
| Мамука Патарава  | Давид возлюбленный Василисы                                    |
| Григорий Верник  | Валентин Бестужев в молодости певец                            |
| Игорь Верник     | Валентин Бестужев                                              |

### В ролях
| Актёр                | Роль                                                             |
| -------------------- | ---------------------------------------------------------------- |
| Сергей Барышев       | председатель жюри конкурса «Молодые голоса-78»                   |
| Екатерина Семёнова   | Екатерина Павловна Клюкина мама Елены                            |
| Эдуард Чекмазов      | Пётр Иванович Клюкин папа Елены, второй секретарь горкома партии |
| Вадим Пироженко      | Виктор водитель Елены и её родителей                             |
| Андрей Межулис       | Яков Самуилович юрист Елены                                      |
| Дмитрий Костяев      | майор милиции                                                    |
| Иван Забелин         | Альберт виртуальный муж Полины                                   |
| Андрей Титченко      | виртуальный сын Полины                                           |
| Евгений Шарыпов      | Сёма Счастливый главарь бандитов                                 |
| Иван Прилль          | Федос бандит                                                     |
| Алексей Ушаков       | Жижа бандит                                                      |
| Юлия Соловьёва       | Елена Кузнецова жена Бориса                                      |
| Елена Галлиардт      | Нина Дружко жена Сергея                                          |
| Наталья Куликова     | Настя Дружко дочь Сергея и Нины                                  |
| Оксана Дорохина      | Татьяна Лодкина жена Игоря                                       |
| Наталья Худякова     | Наталья Шевелёва возлюбленная Игоря                              |
| Сергей Шаталов       | Мамаев руководитель телеканала                                   |
| Андрей Рогозин       | Коля комсорг                                                     |
| Алексей Зеленский    | Виталий Андреевич декан инженерно-строительного факультета МГСИ  |
| Евгений Бакалов      | Евгений Сергеевич юрист Валентина                                |
| Константин Третьяков | Григорий Петрович телевизионный режиссёр                         |
| Раиса Гришина        | Ядвига                                                           |

## История создания
Съёмки телесериала проходили с октября по декабрь 2024 года в Москве, Московской области и Абхазии.
Телесериал стал первым проектом, где сыграли вместе Игорь и Григорий Верники.
Специально для телесериала Сергеем Жуковым было написано 16 оригинальных песен в стилистике 70-х, которые записывали сразу в двух вариантах — молодыми и взрослыми голосами.
27 февраля 2025 года первая серия была показана в конкурсной программе IV фестиваля контента стриминговых платформ Original+.
7 апреля 2025 года в московском театре «Одеон» состоялась премьера телесериала, где были показаны две первых серии.

## Мнения о телесериале
Телесериал получил неоднозначные оценки критиков и журналистов.
- Павел Воронков, «Газета.ru»:

Лидер группы «Руки Вверх!» Сергей Жуков думает, что способен писать песни, достойные советских хитов 70-х, а режиссёр Юрий Шаров («Между нами лето») — что ставит не хуже Эльдара Рязанова и Георгия Данелии. Это, разумеется, не так, поэтому их сериал, целиком зиждущийся на такой вот (по-своему даже милой) незамутнённости, совершенно не работает.
- Маргарита Савинова, PEOPLETALK:

Это добрая и душевная история, которых порой так не хватает.
- Екатерина Краюхина, BURO.:

Актёрский состав шоу впечатляет.
- Алиса Бельведерская, «Вслух.ru»:

Милое драмедийное роудмуви от известнейшего Сергея Жукова и его «Руки Вверх! Продакшн».
- Сергей Сычёв, «Известия»:

В «Васильках» настроение и сюжет очень схожи, так что, возможно, это сериал для тех, кто либо не смотрел «Кино про Алексеева», либо давно хотел ещё что-то в этом духе. А для самой широкой аудитории это новое путешествие в «золотой век», утраченный навсегда, но такой родной, любимый и желанный.
- Вера Цветкова, «Независимая газета»:

По настроению и атмосфере «ВИА «Васильки» своей теплотой и «светлотой» скорее идентичны комедийной мелодраме «80-е», выдержавшей шесть сезонов.